# Piermassimiliano Dotto
Piermassimiliano Dotto (talora noto come Piero; Treviso, 28 febbraio 1970 – Volpago del Montello, 25 ottobre 2012) è stato un rugbista a 15 italiano, attivo come estremo e, verso la fine della carriera, come apertura.

## Biografia
Cresciuto rugbisticamente nel Benetton, la squadra della sua città, con essa esordì in campionato e si affermò in campo nazionale e internazionale: nei circa 10 anni di permanenza in prima squadra vinse 5 titoli nazionali e una Coppa Italia, e si mise in luce per la Nazionale, nella quale debuttò sotto la gestione di Georges Coste nel 1993 contro la Spagna.
A Treviso alternò l'attività sportiva a quella di gestore di un locale notturno insieme al compagno di squadra Ivan Francescato (scomparso prematuramente nel 1999): terminato l'impegno con il Benetton dopo 215 incontri (di cui 22 nelle Coppe europee meditò l'abbandono del rugby attivo; tuttavia continuò a giocare e, dapprima, fu ingaggiato dal Silea, poi, dopo lo scioglimento della società e la fusione con il Mogliano, dalla nuova formazione del San Marco.
Nel 2006, da dilettante, entrò nel Casale, formazione con la quale raggiunse nel 2008 la promozione in serie B; il ritiro è avvenuto nel 2010, a 40 anni.
Iniziata la carriera come estremo, nel prosieguo è evoluto come mediano d'apertura.
Furono 4 in totale, con 3 mete, le presenze in Nazionale di Dotto; all'attivo anche la convocazione alla Coppa del Mondo di rugby 1995 in Sudafrica nella quale, tuttavia, non fu mai schierato.
È morto il 25 ottobre 2012 a Volpago del Montello (TV) a 42 anni a causa di un infarto durante un'escursione ciclistica.

## Palmarès
- Campionati italiani: 5
Benetton Treviso: 1988-89, 1991-92, 1996-97, 1997-98, 1998-99
- Coppe Italia: 1
Benetton Treviso: 1997-98